# Friedrich Dierig

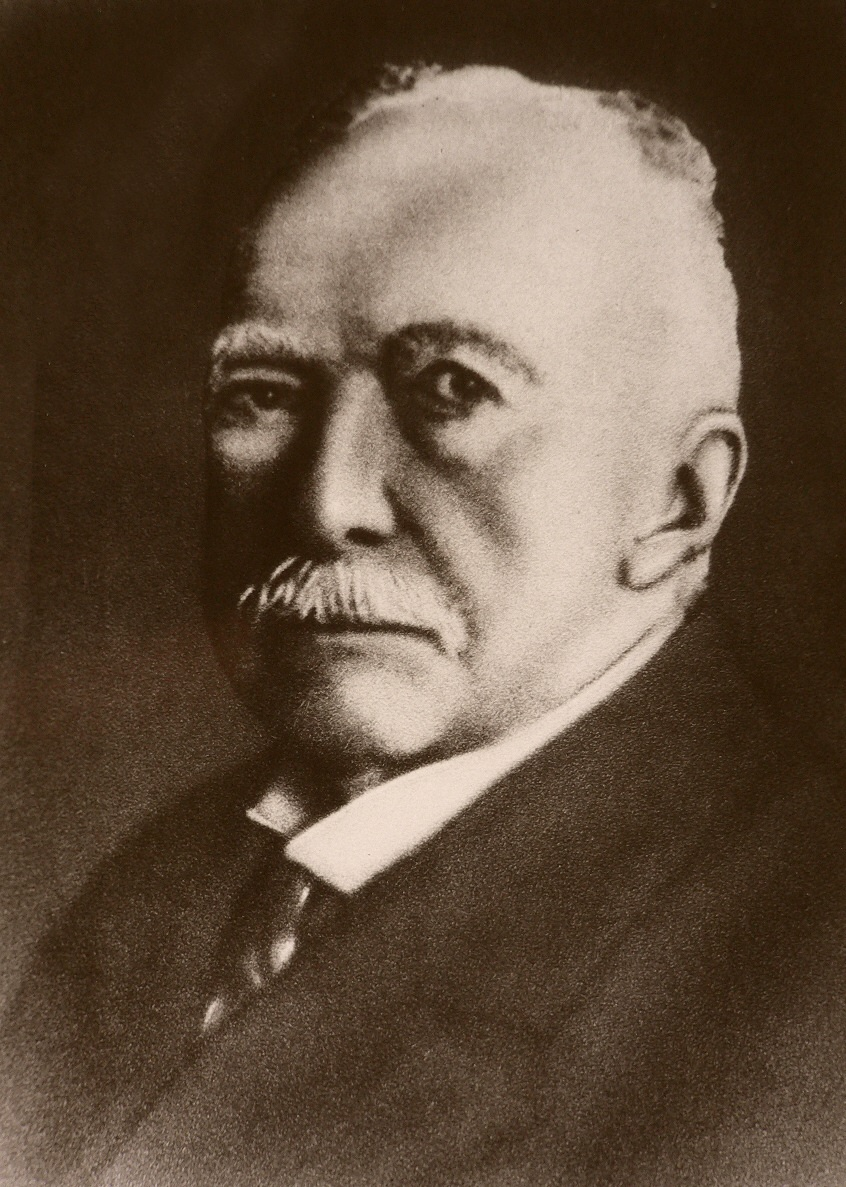
Friedrich Dierig, um 1910

Friedrich Dierig jun. (* 13. März 1845 in Langenbielau, Schlesien; † 20. Februar 1931 ebenda) war ein deutscher  Textilfabrikant.

## Leben
Friedrich Dierig jun., Sohn von Friedrich sen., wurde ein Jahr nach dem Weberaufstand geboren. Sein Großvater, Christian Dierig, kam aus einer alten Weberfamilie. Er hatte 1805 den Grundstein zu dem Textilunternehmen Dierig  gelegt. Bereits 1842 beschäftigte er im schlesischen Langenbielau und Umgebung über 4000 Handweber, Spuler und Färber; die meisten von ihnen waren Heimarbeiter. Verarbeitet wurde zu dieser Zeit ausschließlich Leinen. Die durch den Weberaufstand im Sommer 1844 entstandenen Verluste veranlassten den Firmengründer, sich aus dem Geschäft zurückzuziehen. Die nächste Generation, die Söhne Wilhelm und Friedrich sen., musste neue Aufbauarbeit leisten. Das bedeutete auch: Mechanische Webstühle und Baumwollverarbeitung. Friedrich Dierig jun. wurde im Alter von 13 Jahren nach Breslau auf das Maria-Magdalenen-Gymnasium geschickt, das er 1864 mit dem Abitur verließ.
Das  Jura-Studium an der Schlesischen Friedrich-Wilhelms-Universität musste er abbrechen; er blieb aber Corpsschleifenträger der Borussia Breslau, in die er 1864 eingetreten war. Nach dem Tod seines Bruders Wilhelm holte Friedrich sen. seinen Sohn schon mit 23 Jahren in das aufstrebende Textilunternehmen. Friedrich jun. heiratete 1875 Minna Bienert, Tochter des Großindustriellen Gottlieb Traugott Bienert aus Plauen (Dresden). Von den fünf Söhnen aus dieser Ehe führten Wolfgang und Christian später das Unternehmen Christian Dierig AG weiter. Friedrich Dierig jun. musste sich 1906 aus gesundheitlichen Gründen aus der Firmenleitung zurückziehen. Doch mit 72 Jahren kam er wieder in das aktive Firmengeschäft zurück. In der schweren Zeit nach dem Ersten Weltkrieg mobilisierte er seine Mitarbeiter mit Tatkraft und neuen Ideen.
Der Geheime Kommerzienrat Dierig war Urgroßvater des 1936 geborenen Rechtshistorikers Detlef Liebs.

## Wirken
1868 trat Friedrich Dierig jun. bereits  in das von seinem Vater geleitete Unternehmen Gebrüder Dierig ein, das sich durch das Errichten neuer Fabrikationsstätten schnell vergrößerte. 1883 arbeiteten in der mechanischen Weberei 600 Webstühle. 1888 wurde eine Betriebskrankenkasse gegründet, 1890 ein erster Kindergarten eingerichtet. 1895 wurden erste Wohnhäuser für Werksangehörige gebaut. Nach der Jahrhundertwende wuchs die Zahl der mechanischen Webstühle durch Erwerb einer weiteren Fabrik auf 1900 an. Nach einem Großbrand wurde 1905 in Gellenau in der Grafschaft Glatz mit dem Bau einer neuen großen Weberei für 1000 Webstühle begonnen. 42 Wohnhäuser mit 373 Wohnungen standen 1907 für Mitarbeiter bereit. Das Unternehmen produzierte inzwischen an verschiedenen Standorten in Deutschland und verfügte über eine eigene Färberei und Stoffdruckerei. Mit 15.000 Mitarbeitern war Dierig vor dem Ersten Weltkrieg eine der größten Baumwollspinnereien Europas. Besondere  Anerkennung erwarb Friedrich Dierig jun. wegen  seiner Verdienste um die Entwicklung des Papiergarns. 1917 wurde eine weitere mechanische Weberei in Augsburg erworben. Hier ist heute der Firmensitz der Dierig Holding AG.
In der 1955 veröffentlichten Firmengeschichte heißt es: Friedrich Dierig jun. war der Initiator des großen Ausbaues unserer Firma von 1868 bis zur Inflation. Zusammen mit seinen beiden Brüdern Georg und Philipp hat er aus der Handlung Dierig den größten Buntweber und einen der großen Ausrüster in Deutschland gemacht.